# Adam Gottlob Gielstrup
Adam Gottlob Gielstrup, född den 11 oktober 1753 på Møn, död den 10 februari 1830 i Köpenhamn, var en dansk skådespelare.
Gielstrup uppträdde 1777—1803 på kungliga teatern i Köpenhamn och var en ypperlig karaktärsskådespelare i komiska, i synnerhet i Holbergska, roller. Han ägnade sig även, i synnerhet sedan han lämnat scenen, åt landskapsmåleriet och uppnådde däri en stor teknisk färdighet. År 1778 gifte Gielstrup sig med Cathrine Marie Morell.